# Administration coloniale française
Pour un article plus général, voir Administration coloniale.
L'administration coloniale française est l'administration spécifique qui régit les territoires d’outre-mer de l’Ancien Régime à la décolonisation progressive du XXe siècle, variant au fil du temps et des divers états politiques de la France.

## Régimes administratifs des possessions d'outre-mer
Selon Romuald Szramkiewicz et Jacques Bouineau, « la colonisation française au XIXe siècle est […] d’abord un fait qui n’obéit manifestement pas à un plan d’ensemble, ce qui permet de mieux comprendre l’imbroglio de l’organisation administrative ». Il existe à partir du XIXe siècle différents statuts administratifs régissant les possessions d’outre-mer de la France. Les plus notoires sont : le protectorat, dans lequel coexistent l’autorité indigène et l’autorité française, la seconde contrôlant la première ; la colonie, dans laquelle la grande majorité des prérogatives administratives revient à l’autorité française, toutefois avec des modalités différentes selon chaque entité territoriale.

## Histoire

### Ancien Régime
Avant la fin du XVIIe siècle, les colonies n’ont pas d’existence juridique propre. Elles sont rattachées au ministère de la Marine en 1669, au sein duquel on crée un Bureau des Colonies en 1710. Au XVIIIe siècle, elles sont administrées de fait par un personnel spécialisé, mais l’action administrative n’est pas coordonnée par le ministère.
L’administration des colonies est d’abord confiée à des « compagnies à charte », telle la célèbre Compagnie des Indes Orientales. A ces compagnies revient l’entière gestion des territoires ultramarins : armée, administration, économie, évangélisation. Elles sont finalement peu à peu liquidées, celle des Indes Orientales étant la dernière à l’être en 1770. L’administration des colonies est alors attribuée à un gouverneur nommé par le roi, dont les pouvoirs sont essentiellement militaires, et à un intendant qui se charge des questions financières et administratives à proprement parler.
Le système économique des colonies d’Ancien Régime obéit au principe de « l’Exclusif », c’est-à-dire que la totalité du commerce des colonies et des transports maritimes est réservée à la métropole.

### Révolution française
La Constitution de l’an III fait des colonies françaises une partie intégrante de la République : celles-ci sont dès lors soumises au même régime administratif que la métropole ; les lois françaises s’y appliquent.

### Consulat et Empire
Sous le Consulat et l’Empire, le régime administratif des possessions d’outre-mer est de nouveau particularisé ; il ne s’agit cependant pas d’une autonomisation de celles-ci. Quoique faisant l’objet d’aménagements spécifiques, l’esprit du modèle administratif napoléonien est en effet appliqué aux territoires hors métropole. Ces derniers sont désormais administrés par décrets. Des « chambres d’agriculture » sont mises en place ; les membres en sont nommés. Le gouverneur est remplacé par un capitaine général, les intendants sont remplacés par des préfets.

### Restauration
Trois ordonnances royales, prises en 1825, 1827 et 1828, définissent les statuts administratifs de l’île Bourbon, des Antilles et de la Guyane : un gouverneur promulgue lois et ordonnances, commande l’armée, arrête le budget et a sous ses ordres trois hauts fonctionnaires de qui dépend toute l’administration, un commissaire ordonnateur, un directeur général de l’Intérieur et un procureur général du roi. Le gouverneur est assisté de deux conseils dont les membres sont nommés par le roi ; ces conseils sont néanmoins dépourvus d’autorité.

### Monarchie de Juillet
Une Charte des Colonies est édictée en 1833 : elle institue des « conseils coloniaux » dans les « vieilles colonies » que sont la Guyane, les Antilles et l’île Bourbon. Les membres de ces conseils sont élus au suffrage censitaire. En revanche, les autres territoires continuent à être régis par ordonnances royales.

### IIe République
Les conseils coloniaux sont supprimés, et les colonies doivent envoyer des représentants à l’Assemblée Nationale. Elles sont ainsi régies au même titre que les territoires métropolitains.

### Second Empire
Sous le Second Empire, la représentation des colonies est supprimée. À l’exception de la Réunion et des Antilles, qui sont soumises à la loi pour leurs droits politiques, la propriété et la justice, les colonies sont gouvernées par décret pour les domaines qui relèvent de la loi.

### IIIeRépublique
En 1881, les questions coloniales sont attribuées à un sous-secrétariat d’État aux colonies, créé par Gambetta. Elles ne sont plus rattachées au ministère de la Marine : cela rompt avec l’ancienne idée selon laquelle « il n’y a point de marine sans colonies et point de colonies sans marine ». En 1894, un ministère des Colonies est créé.
Au cours des années 1880, des gouverneurs républicains sont institués : ainsi que l’explique Nathalie Rezzi, « très longtemps, les colonies ont été le monopole de la Marine qui nommait les gouverneurs parmi les hommes issus de son corps. À partir de 1879, la République victorieuse commence à poser sa marque sur l’administration coloniale en mettant fin au fameux « gouvernement des amiraux » et place donc des civils à la tête de tous les territoires ». Ces gouverneurs sont compétents en matière militaire (défense intérieure et extérieure, commandement des troupes et des bâtiments de guerre, déclaration de l’état de siège), en matière administrative (direction de l’administration, justice, autorité sur les fonctionnaires), et en matière législative (promulgation des lois et différents textes, pouvoir d’introduire des modifications dans la législation coloniale). Ils représentent la France en outre-mer. Les conseils (généraux, d’administration, coloniaux) ont très peu d’autonomie. Partout, « le régime de l’administration directe triomphera ».
La IIIe République crée quatre entités coloniales à partir de l’ensemble des possessions éparses de la France : l’Afrique du Nord, l’Afrique « noire » – constituée de l’AOF (Afrique-Occidentale française) et de l’AEF (Afrique-Equatoriale française) –, Madagascar et l’Indochine.